# Zagorje (stacja kolejowa)
Zagorje – stacja kolejowa w miejscowości Zagorje ob Savi, w regionie Dolna Kraina, w Słowenii.
Stacja jest zarządzana przez SŽ-Infrastruktura.

## Linie kolejowe
- Dobova – Lublana